# Décès en juin 1993
Décès
- 1989
- 1990
- 1991
- 1992
- 1993
- 1994
- 1995
- 1996
- 1997

Pour une information complémentaire, voir la page d'aide.

| Date    | Nom                 | Activités                                                                                              | Âge | Source |
| ------- | ------------------- | --- | --- | ------ |
| 1 juin  | Vladimír Krajina    | naturaliste, botaniste, écologue et homme politique tchèque                                            | 88  | (cs)   |
| 2 juin  | Mario Comensoli     | peintre figuratif suisse                                                                               | 71  |        |
| 4 juin  | André Girard        | résistant français                                                                                     | 84  |        |
| 5 juin  | Conway Twitty       | chanteur américain de rock et de country                                                               | 59  |        |
| 6 juin  | André Lenormand     | peintre et caricaturiste français                                                                      | 92  |        |
| 7 juin  | Drazen Petrovic     | joueur de basket-ball croate                                                                           | 28  |        |
| 7 juin  | Fabrizio Clerici    | peintre, architecte, photographe, metteur en scène et créateur de costumes italien                     | 80  |        |
| 8 juin  | René Bousquet       | haut fonctionnaire français, collaborateur avec l'occupant allemand pendant la Seconde Guerre mondiale | 84  |        |
| 9 juin  | Alexis Smith        | actrice canadienne                                                                                     | 72  |        |
| 11 juin | Bernard Bresslaw    | acteur anglais                                                                                         | 59  | (en)   |
| 11 juin | Ray Sharkey         | acteur américain                                                                                       | 40  |        |
| 13 juin | Donald Kent Slayton | astronaute américain                                                                                   | 69  |        |
| 14 juin | Louis Jacquinot     | homme politique français                                                                               | 94  |        |
| 16 juin | Aldo Bini           | coureur cycliste italien                                                                               | 77  |        |
| 18 juin | Brenda Shore        | botaniste néo-zélandaise                                                                               | 70  |        |
| 19 juin | William Golding     | écrivain britannique                                                                                   | 81  |        |
| 19 juin | Jean Cau            | écrivain et journaliste français, prix Goncourt en 1961                                                | 67  |        |
| 20 juin | György Sárosi       | Footballeur international hongrois devenu entraîneur.                                                  | 80  |        |
| 21 juin | Paul Müller-Zürich  | compositeur suisse                                                                                     | 95  | (en)   |
| 22 juin | Victor Maddern      | acteur anglais                                                                                         | 67  |        |
| 23 juin | André De Schepper   | joueur et entraîneur de football belge                                                                 | 80  | (nl)   |
| 27 juin | Layla Al-Attar      | peintre irakienne                                                                                      | 49  | (en)   |
| 28 juin | Michel Ricaud       | Réalisateur français de films pornographiques.                                                         | 48  |        |
| 29 juin | József Veres        | Homme politique hongrois.                                                                              | 86  | (hu)   |
| 30 juin | George McFarland    | acteur américain                                                                                       | 64  |        |